# Kremenholl
Kremenholl ist ein Stadtteil im Süden von Remscheid und gehört zum Stadtbezirk Alt-Remscheid. Kremenholl grenzt im Westen an Vieringhausen und Reinshagen, im Osten an Honsberg, im Süden an Ehringhausen sowie im Norden an Stachelhausen.
Im Stadtteil liegt eine Reihe von Ladengeschäften, Hersteller- und Handwerkerfirmen ebenso wie eine Gemeinschaftsgrundschule und das Kulturzentrum „Denkerschmette“.

## Geschichte
Der Ort wurde 1369 erstmals urkundlich als „Criemenholl“ erwähnt, wobei der Name wahrscheinlich von der Siedlung eines Grimhard, Grimo oder Grimwald abgeleitet ist, die in einer Bodenmulde (hol) gelegen war – im Volksmund bergisch „Kri'emeln“ genannt.
1622 wird über den Kremenholler Steg „Kri'emeler Stäg“ geschrieben, ein „Lobachsteg, der unterhalb des Kremenholler Hammers am Wege von Ehringhausen bis Kremenholl“ verlief.

## Kultur
Im Stadtteil aktiv ist der Initiativkreis Kremenholl e. V., der sich u. a. für die Pflege und Instandsetzung der im Norden durch den Stadtteil verlaufenden Trasse des Werkzeugs einsetzt. Außerdem verleiht die Bürgerinitiative seit 2011 jährlich den Kremenholler Comedy Kleinkunstpreis und richtet das örtliche Stadtteilfest aus.
Das Kulturzentrum „Denkerschmette“ hat seinen Sitz in den Räumen eines ehemaligen, traditionsreichen Cafés in der Kippdorfstraße 27 und wird von einer Reihe von Ehrenamtlern betreut.

## Verkehr
Kremenholl wird von einer Stadtbus- und einer Nachtexpresslinie der Stadtwerke Remscheid bedient. Insgesamt liegen vier Haltestellen im Ort. Es bestehen Verbindungen in die Remscheider Innenstadt und in den nördlichen Stadtbezirk Lennep.
| Linie | Linienverlauf |
| ----- | --- |
| 664   | Kremenholl/Paulstr. - Karl-Michel-Str. - Bogenstr. - Maxstr. – Friedrich-Ebert-Platz – Remscheid Hbf                                               |
| NE20  | Friedrich-Ebert-Platz – Remscheid Hbf (– Blumental) – Honsberg – Maxstr. – Bogenstr. - Kremenholl/Paulstr. - Remscheid Hbf – Friedrich-Ebert-Platz |